# Championnat panaméricain féminin de handball 1989
Navigation
Brésil 1986 Brésil 1991
Le 2e Championnat panaméricain féminin de handball s'est déroulé à Colorado Springs, aux États-Unis, du 14 au 16 septembre 1989. 
La compétition est remportée par le Canada pour une meilleure différence de but que les États-Unis. Les Canadiennes sont ainsi qualifiées pour le Championnat du monde 1990 tandis que les Américaines et les Brésiliennes, troisièmes, obtiennent une place au Championnat du monde B 1989.

## Classement final
La compétition se déroule sous la forme d'une poule unique : 
|   | Équipe     | Pts | J | G | N | P | Bp | Bc  | Diff |
| - | ---------- | --- | - | - | - | - | -- | --- | ---- |
| 1 | Canada     | 5   | 3 | 2 | 1 | 0 | 79 | 45  | 34   |
| 2 | États-Unis | 5   | 3 | 2 | 1 | 0 | 71 | 38  | 33   |
| 3 | Brésil     | 2   | 3 | 1 | 0 | 2 | 72 | 53  | 19   |
| 4 | Mexique    | 0   | 3 | 0 | 0 | 3 | 14 | 100 | -86  |

## Matchs
| 14 septembre | Canada | 35–7 | Mexique |  |

| 14 septembre | États-Unis | 23–17 | Brésil |  |

| 15 septembre | Canada | 26–20 | Brésil |  |

| 15 septembre | États-Unis | 30–3 | Mexique |  |

| 16 septembre | Brésil | 35–4 | Mexique |  |

| 16 septembre | Canada | 18–18 | États-Unis |  |